# Ишка Лока
Ишка Лока (словен. Iška Loka) је насељено место у општини Иг, Средњесловенска регија, Словенија.

## Историја
До територијалне реорганизације у Словенији била је у саставу града Љубљане, односно старе општине Вич–Рудник.

## Становништво
У попису становништва из 2011. године, Ишка Лока је имала 274 становника.
| Број становника према пописима | Број становника према пописима | Број становника према пописима |
| ------------------------------ | ------------------------------ | ------------------------------ |
| 1991                           | 2002                           | 2011                           |
| 248                            | 262                            | 274                            |

Напомена: Године 1987. умањено за део насеља који је припојен некадашњем насељу Љубљана-дел (Љубљана).